# Зондеркоманда Кюнсберга
Зондеркоманда SS «Кюнсберг» (нем. Sonderkommando Künsberg) — от имени Министерства иностранных дел занималась конфискацией архивов, а также участвовала в крупномасштабном разграблении художественных коллекций и библиотек на территории оккупированных стран. Её возглавлял Эберхард фон Кюнсберг.

## История
Батальон начал свою деятельность с изъятия культурных ценностей в оккупированной нацистами Франции в августе 1940 года, далее в оккупированных европейских странах он должен был изымать и отправлять в Германию документацию и имущество министерств иностранных дел, посольств и представительств. Позже, как и Оперативный штаб, батальон значительно расширил свои полномочия. Следует заметить, что культурные ценности Советского Союза первым начал грабить именно фон Кюнсберг: в первые же часы нападения Германии на СССР специалисты из кунстбатальона ворвались в посольство СССР на Унтер-ден-Линден и начали вывозить имущество: документы, мебель, и, в том числе присвоили двенадцать картин, переданных в посольство из Государственной Третьяковской галереи (существует такая представительская практика). С нападением на СССР его первая рота была придана экспедиционному корпусу под командованием генерал-фельдмаршала Эрвина Роммеля в Африке (попутно побывала перед этим в Италии), вторая рота — группе армий «Север», третья — группе армий «Центр», а четвёртая — группе армий «Юг».
Осенью 1941 года вторая рота гауптштурмфююрера СС Гаубольдта из Царского Села по заранее подготовленным спискам подчистую вывезла содержимое дворца Екатерины Великой: со стен были сняты китайские шёлковые обои и золочёные резные украшения, наборный пол сложного рисунка увезли в разобранном виде. Из дворца Александра I та же рота вывезла старинную мебель и уникальную библиотеку семь тысяч томов на французском языке, среди которых было немало сочинений греческих и римских классиков и военных мемуаров, а также пять тысяч старинных рукописей и книг на русском языке.
Зондеркоманда работала в Варшаве, Киеве, Харькове, Кременчуге, Смоленске, Пскове, Днепропетровске, Запорожье, Мелитополе, Ростове, Краснодаре, Бобруйске, Ярославле. Награбленное, поступавшее в Берлин, распределялось по хранилищам и частным коллекциям.
После февраля 1942 года «зондеркоманда Кюнсберга» (304 солдата и офицера) принимала участие в противопартизанских действих, патрулировании побережья Крыма и обучении трёх рот крымских татар. С 1 августа 1942 года стала называться «батальоном ваффен-СС для особого назначения».

## Командование
Штурмбаннфюрер СС барон Эберхард Макс Пауль фон Кюнсберг

## Состав
Каждая рота батальона (300 солдат СС) располагала сорока экспертами и грузовиками. Взвод состоял из командира, четырех командиров отделений, четырех референтов, врача, тридцати шести солдат, девяти саперов, двадцати двух водителей, четырех радистов и курьера. В распоряжении взвода находилось четыре легковые и шесть грузовых автомобиля, полевая кухня, передвижная радиостанция, санитарная машина и два мотоцикла.